# Mongolotmethis gobiensis
Mongolotmethis gobiensis är en insektsart som beskrevs av Bei-bienko 1948. Mongolotmethis gobiensis ingår i släktet Mongolotmethis och familjen Pamphagidae.

## Underarter
Arten delas in i följande underarter:
- M. g. gobiensis
- M. g. pedestris